# Golda Meir
Golda Meir, född Golda Mabovitz, även känd som Golda Myerson, född 3 maj 1898 i Kiev i Kejsardömet Ryssland (i nuvarande Ukraina), död 8 december 1978 i Jerusalem i Israel, var en israelisk politiker och en av grundarna av den nuvarande staten Israel. Meir tjänstgjorde som arbetsmarknadsminister, utrikesminister och sedan som Israels fjärde premiärminister från den 17 mars 1969 till den 3 juni 1974.
Golda Meir kom att benämnas "järnladyn" inom israelisk politik, flera år innan samma epitet myntades angående Margaret Thatcher inom brittisk politik. David Ben-Gurion beskrev henne en gång som "den ende mannen i kabinettet". Hon var den första och hittills enda kvinnliga israeliska premiärministern, och den tredje kvinnliga premiärministern i världen, efter Sirimavo Bandaranaike (Sri Lanka) och Indira Gandhi (Indien).

## Biografi

### Barndom
Hon föddes som Golda Mabovitz. Familjen var fattig och Golda och hennes två systrar var ofta hungriga och frusna. Deras övriga fem syskon avled som barn. Fadern emigrerade till USA 1903. Resten av familjen bosatte sig i Pinsk och flyttade till USA 1906.

### Flytten till USA
Familjen bosatte sig i Milwaukee i Wisconsin. Fadern arbetade som snickare och modern drev en speceriaffär. När Golda Meir var åtta år gammal fick hon sköta affären varje morgon medan modern gjorde inköpen. Vid 14 års ålder började hon high school och tog deltidsarbete för att kunna betala sina utgifter. Modern föreslog att hon skulle avbryta studierna för att börja arbeta och gifta sig. Meir rymde då till sin syster i Denver i Colorado. Där mötte hon Morris Meyerson som hon gifte sig med 1917. De började att planera en emigration till Palestina, då en del av Osmanska riket.

### Flytten till Brittiska Palestinamandatet
År 1921 flyttade paret och Goldas äldre syster till Brittiska Palestinamandatet för att hjälpa till att grunda en judisk stat. De levde på en kibbutz fram till 1924 då Morris hade tröttnat på kibbutzlivet. Paret levde en kort tid i Tel Aviv och flyttade sedan till Jerusalem där de fick två barn. År 1928 valdes hon in i Women's Labour Council of Histadrut. Detta krävde en flytt till Tel Aviv; Golda och barnen flyttade, men Morris stannade kvar i Jerusalem. Golda och Morris gled isär, men skilde sig aldrig. Morris avled 1951.

### Israels grundande
Golda var en av de 24 personer, varav endast två var kvinnor, som den 14 maj 1948 skrev under Israels självständighetsförklaring. Dagen efter attackerades Israel av trupper från Egypten, Syrien, Libanon, Transjordanien och Irak.  
Golda fick det första israeliska passet och kunde resa till USA för att samla in pengar till den nya nationen. När hon återvände blev hon landets första ambassadör i Sovjetunionen. Hon tjänstgjorde bara en kort tid och lämnade Moskva 1949.

### Politiskt liv
Hon valdes in i Knesset 1949 för Mapai och satt där oavbrutet fram till 1974.

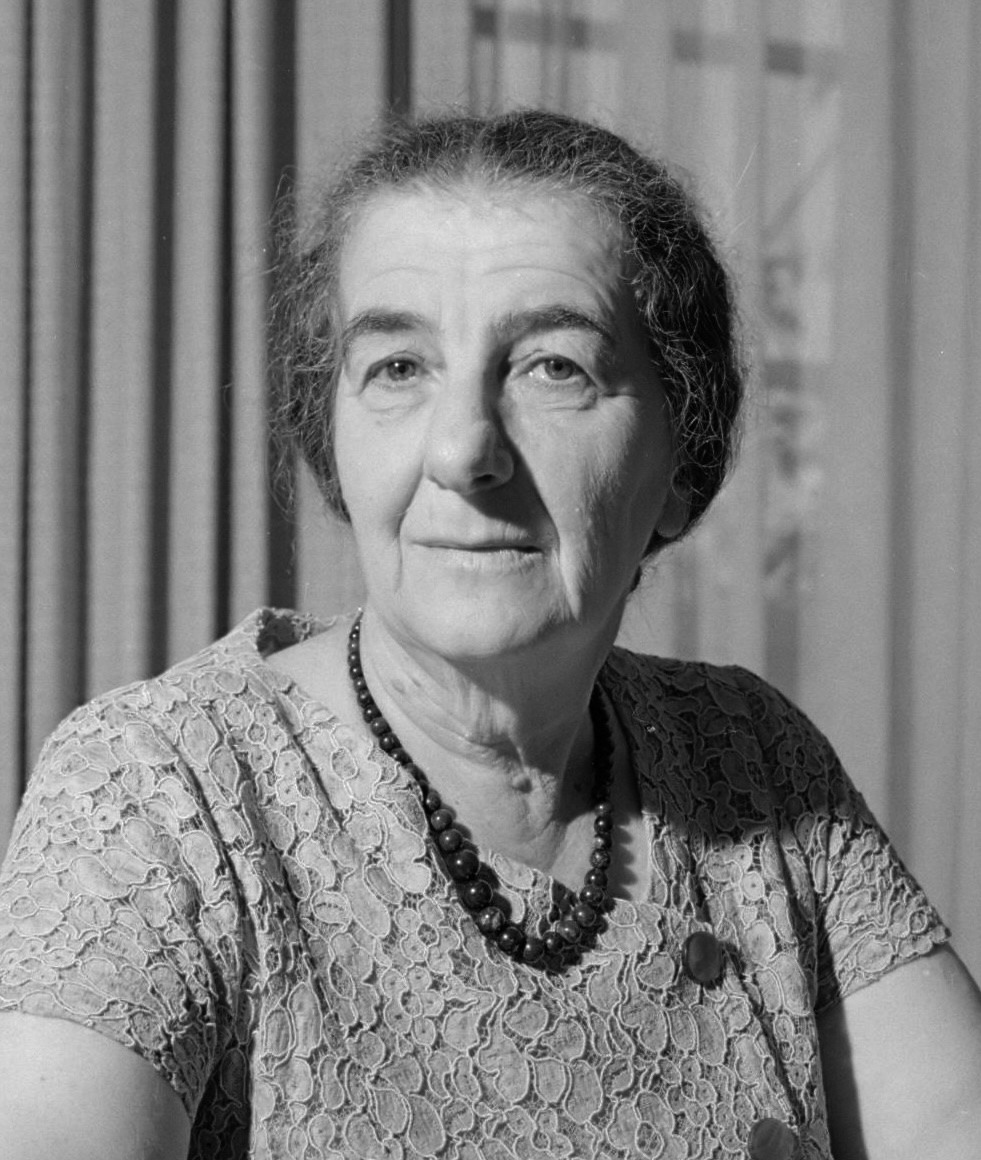
Golda Meir 1964.

Mellan 1949 och 1956 var hon arbetsmarknadsminister; sistnämnda år utnämndes hon till utrikesminister. I samband med detta bytte hon sitt namn till det hebreiska Meir som betyder "gör ljus".
Efter Levi Eshkols plötsliga död den 26 februari 1969 valdes hon till hans efterträdare och tillträdde posten den 17 mars. Hon var premiärminister till den 3 juni 1974.

## Eftermäle
I en biografisk TV-film, En kvinna kallad Golda, från 1982 spelades Meir av Ingrid Bergman. Det blev Bergmans sista film innan hon avled samma år.